# Jésus vidéo
Jésus vidéo (titre original : Das Jesus Video) est un roman de science-fiction d’Andreas Eschbach paru en 1998 et traduit en langue française en 2001.
Selon l'auteur c'est son premier succès en termes de vente.

## Principaux personnages
- Stephen Foxx : étudiant américain, archéologue amateur, autodidacte ayant créé une société informatique basée sur l'offshore en Inde.
- Judith Menez : étudiante israélienne.
- Yehoshuah Menez : frère de Judith, assistant en archéologie au musée Rockefeller.
- Charles Wilford-Smith : professeur d'histoire, archéologue amateur.
- John Kaun : chef d'entreprise américain, milliardaire, propriétaire notamment d'une chaîne d'information continue tentant de concurrencer CNN.
- Keith Ryan : détective privé, homme de main.
- Peter Eisenhardt : écrivain allemand de science-fiction, ressemblant à Andreas Eschbach.
- Luigi Baptist Scarfaro : prêtre catholique membre de la Congrégation pour la doctrine de la foi.

## Résumé
Dans les années 1990, le professeur Charles Wilford-Smith dirige des fouilles archéologiques près de la ville de Jérusalem, en Israël. Une des personnes employées dans son équipe, un étudiant américain nommé Stephen Foxx, découvre une bourse en tissu contenant le mode d'emploi d'un caméscope Sony non encore produit. À côté de la bourse se trouve un cadavre dont certaines dents contiennent des plombages contemporains alors que d'autres sont atrocement cariées. Charles Wilford-Smith décide de prévenir John Kaun, l'homme qui finance cette campagne de fouilles. Le milliardaire, dirigeant notamment la chaîne d'information NEW, concurrente de CNN, se rend immédiatement sur place, prenant très au sérieux cette découverte. Il imagine qu'un voyageur temporel se serait rendu à Jérusalem durant la vie de Jésus de Nazareth afin de réaliser une vidéo attestant de son existence. Ce voyageur n'aurait pas pu, pour une raison inconnue, faire le voyage inverse et serait mort durant le Ier siècle de notre ère. John Kaun est persuadé que ce voyageur a caché sa caméra, ainsi que les cassettes dont il s'est servi, quelque part aux alentours de Jérusalem et il est bien décidé à les retrouver. Il fait appel à un écrivain de science-fiction, Peter Eisenhardt, afin de bénéficier de son imagination, ainsi qu'à son responsable de la sécurité, Keith Ryan, pour gérer la sécurité autour des fouilles.
Stephen Foxx, lors de sa découverte, a ouvert la bourse et y a prélevé des feuilles de papier qui étaient pliées. Il n'en a rien dit au professeur Wilford-Smith. Il en a par contre parlé à Judith Menez, qui travaille avec lui, et à son frère, Yehoshuah Menez, qui travaille au musée Rockefeller. Ce dernier, grâce à plusieurs produits chimiques, réussit à faire apparaître l'encre qui s'est effacée au fil des années, confirmant qu'un homme possédant un caméscope Sony devant être produit dans les trois années à venir a été transporté à son insu deux mille années en arrière dans le temps alors qu'il visitait la nécropole de Beït-Shéarim.
Keith Ryan, qui a été chargé par John Kaun d’enquêter sur les membres de l'équipe de fouilles et notamment sur Stephen Foxx, découvre que ce dernier effectue des recherches au musée Rockefeller. Il tente de capturer Stephen, Judith et Yehoshuah mais ils parviennent à s'échapper. Un incendie se déclare à la suite de cette confrontation et la lettre est détruite. De par les dernières informations déchiffrées sur la lettre, Stephen, Judith et Yehoshuah soupçonnent que la caméra est cachée dans la partie basse du Mur des Lamentations. Cependant, la partie visible du mur n'est que sa partie supérieure, une vingtaine de mètres de mur se trouvant enfoui. Le père de Judith et Yehoshuah, un homme qui avait fait dans sa jeunesse des recherches sur le mur, leur révèle qu'il existe un tunnel, creusé au XIVe siècle par des moines franciscains, dont une extrémité se trouve derrière le mur des lamentations. Ces moines ont plus tard construit un monastère dans le désert du Néguev. Il leur dévoile également qu'une connaissance à lui possède une cave qui donne sur ce tunnel, désormais complètement immergé.
Après avoir envisagé d'effectuer une plongée dans le tunnel, Stephen, Judith et Yehoshuah concluent que les moines ont dû trouver la caméra et qu'ils doivent la garder cachée dans leur monastère. Ils s'y rendent alors, mais ils sont traqués par Keith Ryan et ses gardes de sécurité. Parvenus au monastère, ils découvrent que leur théorie est exacte et que les moines cachent réellement la caméra. Ils apprennent également que tous les cent ans, un moine obtient le droit de regarder dans ce qu'ils appellent le miroir : l'appareil, dont les batteries ont accumulé un minimum de charge, est allumé, permettant pendant une fraction de seconde de voir le visage de Jésus. Conscients que les hommes de John Kaun sont sur le point de les rejoindre et de récupérer la caméra, ils tentent de convaincre les moines de leur confier l'appareil. Ils acceptent à la seule condition que les images de Jésus soient montrées au monde entier. Les moines aident ensuite Judith et Stephen à s'enfuir en utilisant un système de récupération d'eau potable qui s'enfonce dans une faille rocheuse. Par manque de place, Yehoshuah est contraint de rester dans le monastère. Après une longue descente, Stephen et Judith accèdent au désert mais ils s'y perdent. Ils sont ensuite retrouvés aux portes de la mort, complètement déshydratés, par les hommes de John Kaun, qui leur sauvent le curé mais dérobent la caméra. Ils sont soignés dans un hôpital temporaire installé par John Kaun. Ce dernier regarde alors la vidéo tant convoitée. Luigi Baptist Scarfaro, un prêtre catholique membre de la Congrégation pour la doctrine de la foi, que John Kaun avait précédemment contacté afin de lui vendre pour dix milliards de dollars tout ce qu'il trouverait en rapport avec Jésus, demande à voir la vidéo. Dès qu'il l'a en main, il la détruit tandis qu'un de ses hommes armés blesse John Kaun.
Dans l'enquête policière et judiciaire qui s'ensuit, Stephen Foxx se voit condamner à une interdiction d'entrée sur le territoire d'Israël pendant cinq ans car on ne lui reproche que les dommages causés aux artefacts archéologiques exhumés pendant les fouilles. Il continue de travailler.
Trois ans plus tard, Stephen Foxx, toujours à la tête de sa société de logiciels informatiques, arrive à la conclusion que le directeur des fouilles, Charles Wilford-Smith, devait en savoir plus qu'il ne voulait l'admettre. Il se rend alors en Angleterre, en compagnie de l'écrivain Peter Eisenhardt, afin de le voir et de le confronter à ses thèses. Ce dernier ne les dément pas et leur raconte qu'en 1947, dans une grotte près de Qumrân, peu après la découverte des manuscrits de la mer Morte, il a accidentellement mis la main sur une cassette Sony avec laquelle il ne pouvait rien faire à l'époque. Ce n'est que lorsque les premières vidéos ont été inventées dans les décennies suivantes et que Sony est devenu une grande marque qu'il a compris ce qu'il avait découvert. Il a alors abandonné son travail et a commencé à étudier l'archéologie dans l'espoir de trouver la caméra qui lui permettrait de lire sa cassette. Le professeur, qui vient de faire l'achat d'un lecteur Sony, leur montre la vidéo : on y voit Jésus, dont le physique correspond aux idées communes sur son apparence, manger en compagnie de plusieurs personnes, leur parlant et effectuant d'autres activités de la vie quotidienne. Peu de temps après, des hommes armés pénètrent dans la demeure du professeur et s'emparent de la cassette. Alors que Stephen Foxx se sent bouleversé à la suite du visionnage, Peter Eisenhardt est quant à lui déçu et suggère que l'homme sur la vidéo ne doit pas être Jésus. Charles Wilford-Smith leur révèle qu'il a fait de nombreuses copies de la vidéo et qu'elles ont déjà été distribuées dans le monde entier.
Deux ans et demi plus tard, Peter Eisenhardt, venu voir son agent américain à New York, en profite pour rendre visite à Stephen Foxx, près de Flagstaff en Arizona, où il dirige actuellement le restaurant d'un ami malade. Judith se trouve également là. Stephen raconte qu'il lui a rendu visite après ses cinq années d'interdiction d'entrée en Israël et qu'ils ne se quittent plus depuis. Ils parlent alors de la vidéo et Stephen dévoile qu'une sorte de congrégation s'est formée, se réunissant une fois par mois afin de regarder la vidéo et de la partager. Pendant qu'ils parlent, un jeune homme entre dans le restaurant. Il se prénomme John et se rend en Israël pour visiter les célèbres sites religieux, ayant acquis tout dernièrement une nouvelle caméra Sony spécialement pour cela. Les détails qu'il dévoile recoupent certaines informations qui apparaissaient dans la lettre trouvée par Stephen plus de cinq ans auparavant. Il devient clair qu'ils viennent de croiser le chemin du voyageur temporel.

## Prix littéraires
- Jésus vidéo de Andreas Eschbach a reçu le prix Kurd-Laßwitz 1999 ainsi que le prix allemand de science-fiction du meilleur roman de science-fiction allemand 1999.

## Édition française
- Jésus vidéo, L'Atalante, coll. « La Dentelle du cygne », 2001, trad. Claire Duval, 608 p.  (ISBN 2841721671)

## Adaptation à la télévision
Le roman a été adapté à la télévision par la réalisation d'un téléfilm en deux parties, intitulé en Français À la poursuite du passé (le DVD est vendu sous le titre Jesus Code). Le téléfilm diffère du roman sur plusieurs aspects : l'héroïne, avec Stephen, ne s'appelle pas Judith mais Sharona ; à la fin de la seconde partie, le héros découvre qu'il était lui-même, avec Sharona, le voyageur temporel ; la cassette est détruite lors de l’explosion de l'hélicoptère de l'homme chargé de les tuer (dans le roman, le voyageur temporel est inconnu et la cassette est retrouvée intacte, son contenu étant dupliqué et distribué en secret à de plus en plus de personnes).

## Critique
« L'écriture elle-même ne peut se comparer à celle Des milliards de tapis de cheveux, où chaque nouvelle dégageait grâce et poésie, où chaque phrase semblait ciselée avec précision. Dans Jésus vidéo, l'auteur délaye, se répète, se perd dans des dialogues creux et semble bavarder gentiment… sur six cents pages. La déception est évidemment à la mesure de l'espoir qu'avait suscité l'attente de ce nouveau roman. Jésus vidéo demeure un thriller distrayant, qui pourra sans doute captiver de nombreux lecteurs. »
— Pascal Patoz, Critique sur le site NooSFere